# Conjunt Maria Llinàs III
El Conjunt Maria Llinàs III és una obra de Sant Cugat del Vallès (Vallès Occidental) protegida com a Bé Cultural d'Interès Local.

## Descripció
La filera del carrer Villà estava formada, inicialment, per tres casetes però finalment en foren bastides quatre.
Els elements ornamentals són les llindes que apareixen a totes les obertures de la façana. Aquesta llinda està feta amb arrebossat imitant dovelles. El ràfec sobre surt força.
La casa número 13 només té planta baixa, i és similar a les cases del carrer Àngel Guimerà, 10-12 però amb la composició de façanes idèntica a la resta de la filera del carrer Villà. La façana es remata amb una cornisa molt sortint amb balustrada.